# Villasur de Herreros (ort)
Villasur de Herreros är en ort i Spanien.   Den ligger i provinsen Provincia de Burgos och regionen Kastilien och Leon, i den norra delen av landet, 210 km norr om huvudstaden Madrid. Villasur de Herreros ligger 1 033 meter över havet och antalet invånare är 324.
Terrängen runt Villasur de Herreros är platt åt nordväst, men åt sydost är den kuperad. Runt Villasur de Herreros är det mycket glesbefolkat, med 3 invånare per kvadratkilometer. Närmaste större samhälle är Ibeas de Juarros, 11,9 km väster om Villasur de Herreros. I omgivningarna runt Villasur de Herreros växer i huvudsak blandskog.